# Lennart Geibert

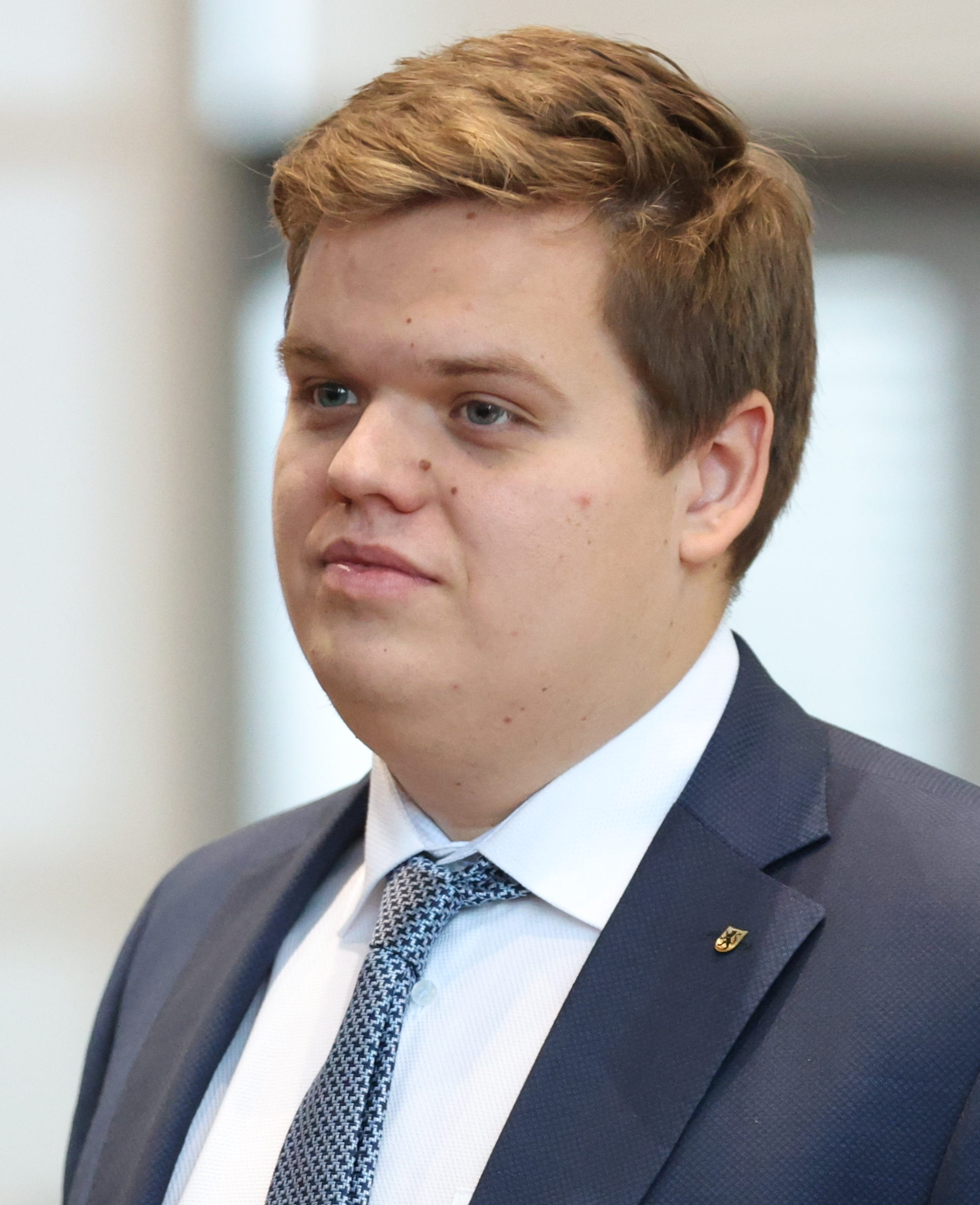
Lennart Geibert (2024)

Lennart Geibert (* 25. Juli 1997 in Weimar) ist ein deutscher Politiker (CDU) und Mitglied des Thüringer Landtages.

## Leben
Lennart Geibert beendete seine Schulzeit 2017 mit der Allgemeinen Hochschulreife. Er studierte anschließend Rechtswissenschaft an der Friedrich-Schiller-Universität Jena. Sein Studium beendete er 2023 mit dem ersten juristischen Staatsexamen. Seit November 2023 absolviert Geibert sein Rechtsreferendariat am Landgericht Erfurt.
Lennart Geibert ist der Sohn des ehemaligen Thüringer Innenministers und Landtagsabgeordneten Jörg Geibert, der derzeit auch Richter am Thüringer Verfassungsgerichtshof ist.

## Politischer Werdegang
Geibert ist seit 2013 Mitglied der CDU. Er ist außerdem Mitglied der Jungen Union, deren Landesvorsitzender er in Thüringen seit Oktober 2023 ist. Seit 2024 ist er Mitglied im Landesvorstand der CDU Thüringen.  Zur Thüringer Landtagswahl 2024 trat er im Wahlkreis 32 (Weimar II) an. Hier erreichte er jedoch nur den zweiten Platz hinter Ulrike Grosse-Röthig (Die Linke), er erhielt jedoch über die Landesliste der CDU ein Mandat und ist so im Thüringer Landtag vertreten.